# Maffliers
Maffliers egy község Franciaországban. Lakosainak száma 1768 fő (2022. január 1.).

## Földrajza
Maffliers Presles, Montsoult, Attainville, Nerville-la-Forêt, Saint-Martin-du-Tertre és Villaines-sous-Bois községekkel határos.